# 兵庫県立人と自然の博物館
兵庫県立人と自然の博物館（ひょうごけんりつひととしぜんのはくぶつかん）は、兵庫県三田市にある自然史系博物館。「人と自然の共生」をテーマとし、愛称は「ひとはく」。

## 概略
施設は4階建、延床面積18,951m2。国内の公立博物館としては最大級である。博物館の研究員の多くは、兵庫県立大学（旧県立姫路工業大学）自然・環境科学研究所の教員を兼務し、研究活動をベースに、資料の収集や展示、セミナーなどの生涯学習やシンクタンク活動に努めている。
また、2006年（平成18年）8月7日に兵庫県丹波市山南町の篠山川河床の篠山層群下部層（白亜紀前期1億4000万-1億2000万年前）で発見された国内最大級の恐竜で草食のティタノサウルス類（竜脚類）とみられる化石（丹波竜）の調査・発掘にも、兵庫県立人と自然の博物館の研究員などが関わっている。
日本博物館協会会員館、兵庫県博物館協会加盟館。全国科学博物館協議会加盟館。博物館法に基づく兵庫県教育委員会登録博物館である。またひょうごっ子ココロンカードの対象施設になっている。
指定管理者制度を採用せず、兵庫県の直営である。

### 開館の経緯
昭和期からすでに「兵庫県に自然系博物館の建設を」との願いはあったが、1984年（昭和59年）1月、元京都大学教授・阪口浩平の昆虫コレクション約5万点を、当時の知事・坂井時忠の判断で兵庫県が購入した。これを機に同年11月、近藤典生を委員長とする「自然系博物館建設基本構想委員会」を設立、1986年（昭和61年）12月、委員会は兵庫県立自然系博物館建設基本構想の報告書を完成させた。この報告書に基づき、1987年（昭和62年）4月から兵庫県教育委員会は博物館建設準備専任担当職員を配置し、博物館の具体的推進に着手した。建設場所は「ひょうご北摂・丹波の祭典ホロンピア'88」の「21世紀公園都市博覧会」会場であった「ホロンピア館」を活用し、増改築を行うこととした。
- 伊谷純一郎 - 開館準備室長（1990年6月~1991年2月）[10]
- 河合雅雄 - 名誉館長（1995年4月~2003年3月に館長）[11]
- 岩槻邦男 - 名誉館長（2003年4月~2013年3月に館長）
- 中瀬勲 - 名誉館長（2013年4月~2024年3月に館長）

## 施設
常設展示は、以下のように分かれている。
- 1階 地球・生命と大地（ひょうごの岩石・鉱物コーナーなど）、共生の森
- 2階 水生生物の世界、ひとはく多様性フロア～魅せる収蔵庫トライアル～
- 3階 兵庫の自然誌、人と自然、ナチュラリストの幻郷、丹波の恐竜化石
- 4階 ひとはくサロン（図書コーナー、情報コーナー、さわれる標本コーナー、休憩コーナーなど）

## 建築概要

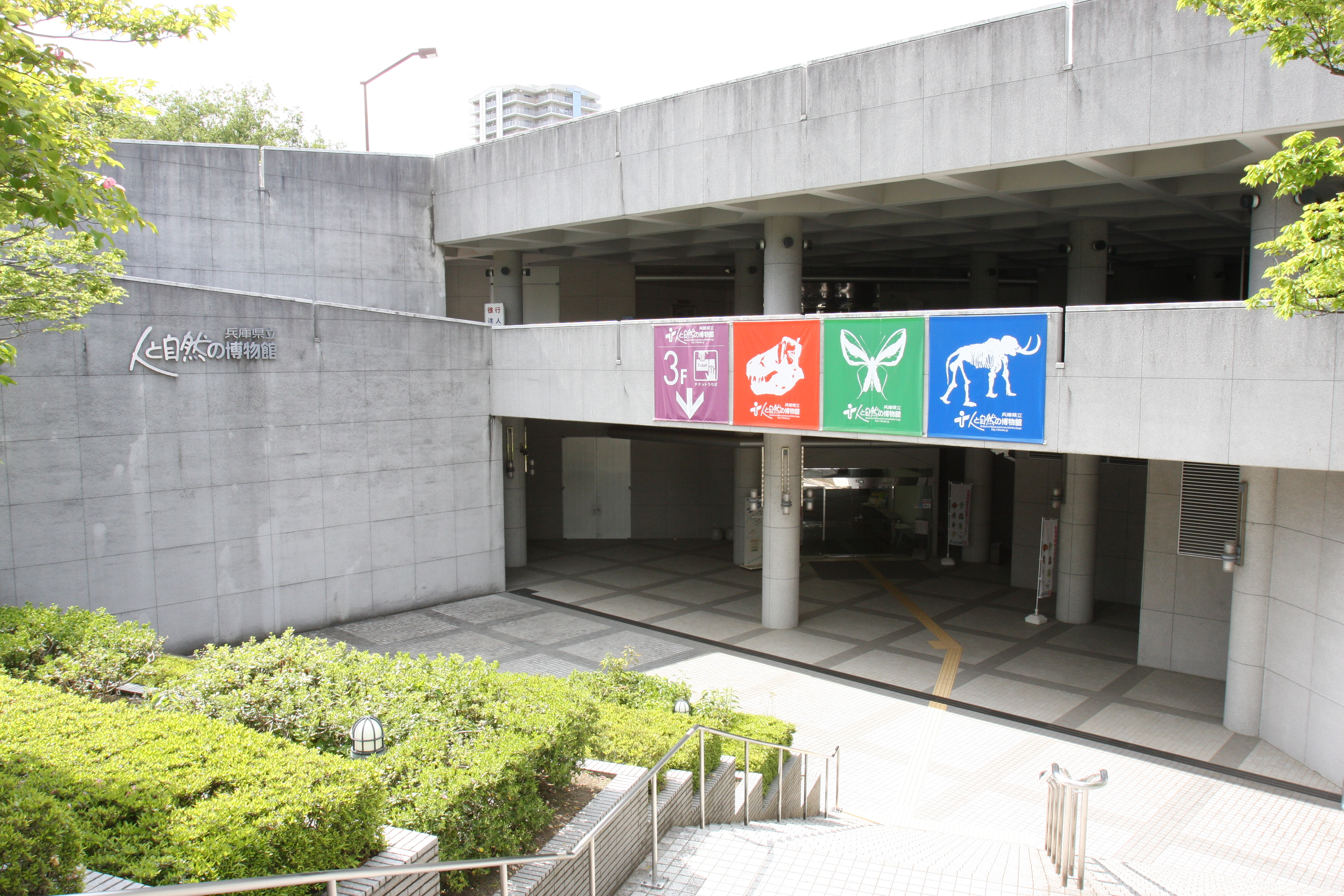
正面玄関

- 設計：丹下健三
- 竣工：1992年
- 延床面積：18,951m2

## 交通

### 鉄道
- 神戸電鉄公園都市線 フラワータウン駅下車すぐ

### バス
- 神姫バス フラワータウンセンター下車すぐ

### マイカー
- 中国自動車道・六甲北有料道路 神戸三田インターチェンジより10分
  - 本館専用の一般駐車場はなく、近隣の駐車場を利用する。フローラ88ショッピングセンター（イオン三田店）の駐車場を利用した場合は4時間まで無料[12]。

## 周辺
- フラワータウン
- フローラ88ショッピングセンター
- 三田屋本店 やすらぎの郷
- 三田サミットホテル

## 関係文献
- 松田潔・山内健生（2019）「甲虫コレクションガイド 15　兵庫県立人と自然の博物館に収蔵されているカミキリムシ標本の概要」さやばねNS, 34: 29-35.
- 横川忠司・山内健生（2018）「兵庫県立人と自然の博物館に収蔵されている稲原延夫コレクションのクワガタムシ科標本」さやばねNS, 30: 22-26.